# Il bambino e il poliziotto
Il bambino e il poliziotto è un film del 1989, interpretato e diretto da Carlo Verdone.

## Trama
Il commissario di polizia Carlo Vinciguerra indaga su un traffico di droga che lo porta a effettuare una retata a casa di Rosanna Clerici, ex tossicodipendente: arresta la donna e altre persone, ma da una stanza sbuca il piccolo Giulio, figlio di Rosanna. Carlo decide di portarlo dalla portiera per la notte, la mattina seguente però il commissario se lo trova sulla porta di casa.
Giulio accusa Carlo di avergli arrestato la mamma e, non volendo finire in un istituto, chiede al commissario di ospitarlo.
Carlo, anche per timore che Giulio non possa più vedere sua mamma, decide di portare il bambino dal giudice minorile che dopo aver esaminato il caso fa al poliziotto una proposta azzardata: tenere lui Giulio, finché il tribunale non avrà valutato la richiesta di arresti domiciliari fatta dal legale della madre.
Carlo accetta e si inizia così la convivenza tra i due, che darà origine a una forte amicizia, sconvolgendo le abitudini da single di Carlo e mettendo in crisi la relazione clandestina con la collega sposata Lucia, il cui marito è sempre lontano da casa per lavoro.
Intanto Rosanna, che da quando è rimasta incinta ha rinnegato la droga e si è impegnata moltissimo per liberarsi anche dalla dipendenza di alcol e tabacco, odia Carlo che l'ha arrestata solo per il suo remoto passato da tossicodipendente, ma accetta la convivenza del poliziotto con Giulio, perché vede il figlio protetto contro i compari dell'organizzazione di cui Rosanna faceva parte, i quali ricattano quest'ultima affinché non parli. Addirittura, grazie a Giulio, Carlo riesce ad arrestare uno dei pezzi grossi dell'organizzazione, ma dopo poco il bambino viene rapito e Rosanna supplica Carlo di ritrovarlo.
Il commissario darà tutto sé stesso per ritrovare il bambino anche grazie all'aiuto di lui stesso: Giulio, furbescamente, lascerà diversi indizi per farsi ritrovare.
Dopo il ritrovamento di Giulio, Rosanna collabora con la Polizia e, fornendo prova che ha tagliato ogni rapporto con la droga e l'organizzazione che la spaccia, è assolta da tutte le colpe e scarcerata: per Giulio è tempo di tornare a casa, ma ormai il piccolo si è affezionato a Carlo e riesce a convincere la mamma a uscire insieme quella sera a cena in un ristorante.

## Produzione
L'idea del film nasce in maniera un po' fortuita, in quanto Carlo Verdone in quel periodo si trovava in un momento di stasi, quando i due sceneggiatori, Leonardo Benvenuti e Piero De Bernardi, gli presentarono il soggetto, che avevano in mente da tempo e che, originariamente, era stato scritto per Luigi Comencini, per la regia. Inizialmente Verdone non era entusiasta, ma si convinse quando cominciarono a elaborare insieme la sceneggiatura.
Inizialmente il film avrebbe dovuto essere girato a Milano, perché, secondo Carlo Verdone, tale città portava fortuna. Ma poiché nella città lombarda era difficile ottenere i permessi, la produzione decise di ambientare la storia nella capitale, così come in diversi altri film diretti dallo stesso Verdone; le riprese del film durarono appena un mese.

## Distribuzione
Il film è uscito nelle sale italiane il 20 dicembre 1989.

## Accoglienza

### Incassi
Il film si è classificato al 25º posto tra i primi 100 film di maggior incasso della stagione cinematografica italiana 1989-1990.